# خاري ستيفنسون
خاري ستيفنسون (بالإنجليزية: Khari Stephenson)‏ (18 يناير 1981 بكينغستون في جامايكا - ) هو لاعب كرة قدم جامايكي في مركز الوسط. شارك مع منتخب جامايكا لكرة القدم. أما مع النوادي، فقد لعب مع أيك سولنا وريال سالت ليك وسان خوسيه إيرثكويكس وسبورتينغ كانساس سيتي وشيكاغو فاير ونادي أوليسوند وسان أنتونيو سكوربيونز وغايس غوتنبرغ.

## وصلات خارجية
- خاري ستيفنسون على موقع الاتحاد الدولي (مؤرشف)  (الإنجليزية)
- خاري ستيفنسون على موقع الدوري الأمريكي (الإنجليزية)
- خاري ستيفنسون على موقع قاعدة بيانات كرة القدم.إي يو (الإنجليزية)
- خاري ستيفنسون على موقع ناشيونال فوتبول تيمز (الإنجليزية)
- خاري ستيفنسون على موقع AS.com (الإسبانية)